# NGC 4704
NGC 4704 је спирална галаксија у сазвежђу Ловачки пси која се налази на NGC листи објеката дубоког неба.
Деклинација објекта је + 41° 55' 16" а ректасцензија 12h 48m 46,4s. Привидна величина (магнитуда) објекта NGC 4704 износи 13,7 а фотографска магнитуда 14,5. Налази се на удаљености од 116,0000 милиона парсека од Сунца. NGC 4704 је још познат и под ознакама UGC 7972, MCG 7-26-54, CGCG 216-31, IRAS 12464+4211, PGC 43288.